# Sceloporus ochoterenae
Sceloporus exsul (колюча ігуана Очотерени) — вид ігуаноподібних ящірок родини фриносомових (Phrynosomatidae). Ендемік Мексики. Вид названий на честь мексиканського біолога Ісаака Очотерени.

## Поширення і екологія
Колючі ігуани Очотерени мешкають в центральній Мексиці, в штатах Герреро, Морелос, Пуебла і Оахака, а також у Федеральному окрузі. Вони живуть в первинних і вторинних шшироколистяних тропічних лісах та в сухих дубових лісах, трапляються на полях. Зустрічаються на висоті від 520 до 1920 м над рівнем моря. Відкладають яйця.